# Suriname op de Olympische Zomerspelen 1976
Suriname nam deel aan de Olympische Zomerspelen 1976 in Montréal, Canada.
Suriname had drie keer eerder deelgenomen aan de zomerspelen maar sinds de onafhankelijkheid in 1975 was dit de eerste keer.
Voor de atleten Sammy Monsels en Roy Bottse was het hun tweede inschrijving aan de Spelen. Monsels was in 1972 actief op de 100m en 200m, evenals deze editie, en Bottse kwam in 1972 niet in actie. Ricardo Elmont was de tweede judoka die namens Suriname aan de OS deelnam. De afgevaardigde Surinaamse sporters wisten ook dit keer geen medailles te winnen.

## Deelnemers & Resultaten
(m) = mannen, (v) = vrouwen 
| Sport    | Olympiër (deelname) | Discipline                 | Resultaat | Prestatie |
| -------- | ------------------- | -------------------------- | --------- | --- |
| Atletiek | Sammy Monsels (2)   | 100m (m)                   | 2e ronde  | 1R : 10,58 sec. 2R : 10,61 sec. |
| Atletiek | Sammy Monsels (2)   | 200m (m)                   | 2e ronde  | 1R : 21,60 sec. 2R : 21,29 sec. |
| Atletiek | Roy Bottse (1)      | 800m (m)                   | 1e ronde  | 1R : 1.49,85 min. |
| Judo     | Ricardo Elmont (1)  | middengewicht (-80 kg) (m) | 1e ronde  | 1R : verloor van Valeri Dvoinikov (URS), met kusure-kami-shiho-gatame herkansing : verloor van Süheyl Yesilnur (TUR), met uchi-mata |

Amerikaanse Maagdeneilanden · Andorra · Antigua en Barbuda · Argentinië · Australië · Bahama's · Barbados · België · Belize · Bermuda · Bolivia · Bondsrepubliek Duitsland · Brazilië · Bulgarije · Canada · Chili · Colombia · Costa Rica · Cuba · Denemarken · Dominicaanse Republiek · Duitse Democratische Republiek · Ecuador · Egypte · Fiji · Filipijnen · Finland · Frankrijk · Griekenland · Groot-Brittannië · Guatemala · Haïti · Honduras · Hongarije · Hongkong · Ierland · IJsland · India · Indonesië · Iran · Israël · Italië · Ivoorkust · Jamaica · Japan · Joegoslavië · Kaaimaneilanden · Kameroen · Koeweit · Libanon · Liechtenstein · Luxemburg · Maleisië · Marokko · Mexico · Monaco · Mongolië · Nederland · Nederlandse Antillen · Nepal · Nicaragua · Nieuw-Zeeland · Noord-Korea · Noorwegen · Oostenrijk · Pakistan · Panama · Papoea-Nieuw-Guinea · Paraguay · Peru · Polen · Portugal · Puerto Rico · Roemenië · San Marino · Saoedi-Arabië · Senegal · Singapore · Sovjet-Unie · Spanje · Suriname · Thailand · Trinidad en Tobago · Tsjecho-Slowakije · Tunesië · Turkije · Uruguay · Venezuela · Verenigde Staten · Zuid-Korea · Zweden · Zwitserland